# São Ludgero
São Ludgero är en kommun i Brasilien.   Den ligger i delstaten Santa Catarina, i den södra delen av landet, 1 400 km söder om huvudstaden Brasília. Antalet invånare är 10 993.
Omgivningarna runt São Ludgero är en mosaik av jordbruksmark och naturlig växtlighet. Runt São Ludgero är det ganska tätbefolkat, med 96 invånare per kvadratkilometer.